# Sant Galdric de Pena
Sant Galdric de Pena és un oratori de la comuna nord-catalana de Cases de Pena, a la comarca del Rosselló.
Està situat en el camí de pujada cap a l'ermita de Nostra Senyora de Pena, al mig d'un tram de camí aproximadament recte, en un dels esperons rocosos del lloc.
Vorejant el sender que mena a l'edifici hi ha petits oratoris abandonats i en força mal estat dedicats a sant Antoni del Desert, sant Galdric i sant Lluís Rei, entre d'altres.